# Гилмер (Техас)
Гилмер — город в США, штат Техас. Центр округа Апшер. Население — 4799 человек (перепись 2000).

## Общие сведения
Город назван в честь Министра военно-морских сил США Томаса Уолкера Гилмера.
Прежде всего известен как родина Восточно-Техасского Ямбори, а также как место рождения популярных музыкальных исполнителей Дона Хенли из группы Eagles, и Джонни Мэтиса, а также блюз-исполнителя Фредди Кинга.